# 干拓之里站

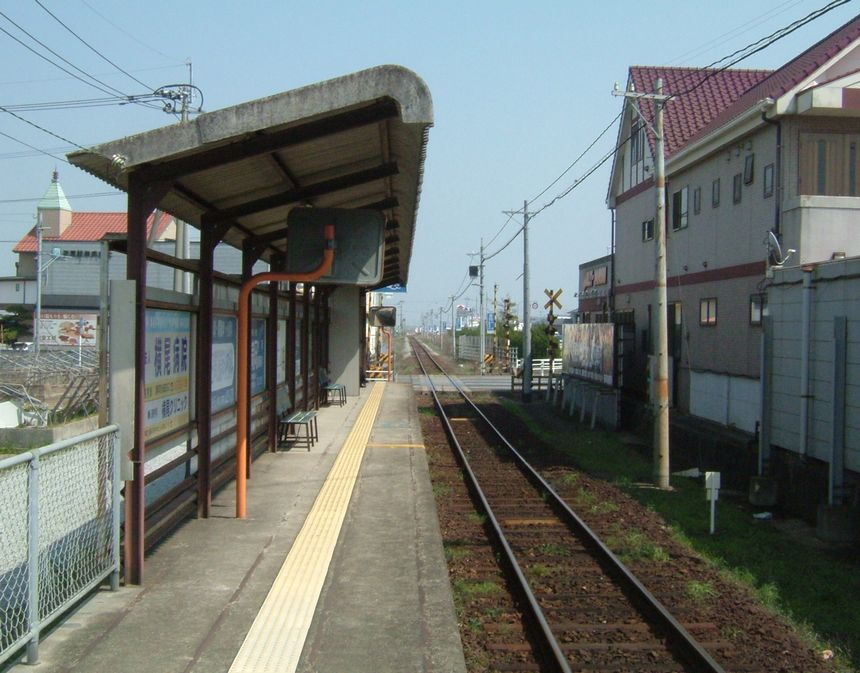
候車室與月台（2008年3月）

干拓之里站（日语：／ Kantakunosato eki */?）是位於長崎縣諫早市小野島町，屬於島原鐵道的島原鐵道線車站。

## 歷史
- 1995年（平成7年）4月20日 - 車站啟用。

## 車站構造
本站是無人看守的地面車站，設有1面1線的單式月台。月台位於路軌北邊。月台靠近森山一方設有斜道出入口。此站沒有設置站房，月台上設有上蓋。

## 車站周邊
車站南邊設有國道57號東西走向。車站東南方設有尾崎路口，該處為國道與縣道124號相交處。
- 諫早市立小野中學
- 諫早市政廳 小野出張所
- 諫早Yu Yu Land 干拓之里 （页面存档备份，存于）（日語）

## 使用狀況
在2013年度的一年總乘車人次為19,566人，下車人次為19,566人。
以下為近年一年總乘車人次和下車人次變化。
| 年度               | 一年總 乘車人次 | 一年總 下車人次 |
| ------------------ | --------------- | --------------- |
| 2000年（平成12年） | 27,019          | 33,465          |
| 2001年（平成13年） | 28,082          | 35,744          |
| 2002年（平成14年） | 29,532          | 36,163          |
| 2003年（平成15年） | 27,793          | 35,846          |
| 2004年（平成16年） | 26,334          | 32,536          |
| 2005年（平成17年） | 28,522          | 35,519          |
| 2006年（平成18年） | 30,418          | 37,695          |
| 2007年（平成19年） | 28,877          | 36,530          |
| 2008年（平成20年） | 23,287          | 31,170          |
| 2009年（平成21年） | 18,503          | 25,684          |
| 2010年（平成22年） | 16,708          | 22,674          |
| 2011年（平成23年） | 20,391          | 26,639          |
| 2012年（平成24年） | 20,222          | 27,909          |
| 2013年（平成25年） | 19,566          | 25,559          |

## 相鄰車站
島原鐵道
■島原鐵道線
急行
通過
普通
小野－干拓之里－森山

## 注腳
1. ↑  第62版（平成27年）長崎統計年鑑 （页面存档备份，存于）（日語） - 長崎縣
2. ↑  長崎縣統計年鑑  （页面存档备份，存于）（日語），2020年9月5日參閲

## 外部連結
- 干拓之里站 - 島原鐵道 （页面存档备份，存于）（日語）